# 涅斯維日
涅斯維日（羅馬化：Niasviž，發音：[nʲaˈsʲvʲiʐ]）是白俄羅斯明斯克州涅斯維日區内的城市及该区的行政中心，位於巴拉諾維奇以東50公里的烏沙河畔，距離首都明斯克112公里，市內有歷史博物館，2025年人口数量为15,909人。